# Red Inter Universitaria de Recursos Humanos y Capacitación Continua
La Red Inter Universitaria de Recursos Humanos y Capacitación Continua (RIURHC) es una red de cooperación, integración y gestión interuniversitaria, dirigida a los miembros de la comunidad universitaria de las Universidades Nacionales de Argentina, ligada a los recursos humanos y su capacitación continua.
La RIURHC fue presentada como proyecto en el “Primer Encuentro de Universidades Nacionales”, llevado a cabo en la ciudad  de Córdoba, en 9 de 2002, y se conformó la Red en la Universidad Nacional de Córdoba en 5 de 2003.

## Estructura
La RIURHC está conformada por nodos, como se denomina a aquellas Universidades Nacionales, Facultades o Unidades Académicas, o Institutos Universitarios que se adhieran a la misma, mediante una resolución dictada por el órgano competente establecido por cada institución.
Las instituciones harán efectiva su participación a través de “Miembros Representantes” (autoridades, docentes, no docentes o alumnos).
Revisten la calidad de “Participantes” aquellas personas físicas pertenecientes a Universidades Nacionales o instituciones del Sistema de Educación Superior Público que sin haber emitido resolución de adhesión, participen en las actividades y funcionamiento de la Red.
Cada nodo tiene la función de difundir la RIURHC y sus actividades dentro de su zona de influencia. La RIURHC, operativamente se organiza en zonas o regiones, que incluyen las Universidades Miembros: 
- Zona Noroeste;
- Zona Noreste;
- Zona Cuyo;
- Zona Centro;
- Zona Sur o Patagonia.

## Actividades y programas
- Encuentros de Universidades Nacionales (EUNA)[1][2]
- Jornadas de Integración de Nodos[3][4]
- Encuentros Culturales y Deportivos Interuniversitarios
- Reuniones de Trabajo[5]

## Universidades y Facultades integrantes
La Red está integrada por las siguientes Universidades Nacionales y tenge Facultades, con avales institucionales:
- Universidad Nacional de Córdoba (UNC)
- Universidad Nacional de San Luis (UNSL)
- Universidad Nacional de Catamarca (UNCa)
- Universidad Nacional de Cuyo (UNCu)
- Universidad Nacional de Santiago del Estero (UNSE)
- Universidad Nacional de La Plata (UNLP)
- Universidad Nacional del Sur (UNS)
- Universidad Nacional de Mar del Plata (UNMDP)
- Universidad Nacional de La Matanza (UNLM)
- Universidad Nacional de Salta (UNSa)
- Universidad Nacional de Entre Ríos (UNER)
- Universidad Nacional de Jujuy (UNJu)
- Universidad Nacional del Noroeste de la Provincia de Buenos Aires (UNNOBA)
- Universidad Nacional de San Juan (UNSJ)
- Universidad Nacional de Tucumán (UNT)
- Universidad Nacional del Comahue (UNCo)
- Facultad Regional Delta (FRD). Universidad Tecnológica Nacional (UTN)
- Facultad de Ciencia Política y Relaciones Internacionales (FCPRI). Universidad Nacional de Rosario (UNR)
- Facultad de Ingeniería (FI). UNSJ
- Facultad de Ingeniería y Bioingeniería (FI). UNER
- Facultad de Ciencias de la Salud (UNSa) (FCS). UNSa
- Facultad de Ciencias Naturales (UNSa) (FCN). UNSa
- Facultad de Odontología (FO). UNC
- Facultad de Ciencias Agrarias (FCA). Universidad Nacional del Nordeste (UNNE)
- Facultad de Ciencias Bioquímicas y Farmacéuticas (UNR) (FCBF). UNR
- Facultad de Ciencias Exactas (UNSa) (FCE). UNSa
- Facultad de Ciencias Exactas, Físicas y Naturales (FCEFN). UNSJ
- Facultad de Humanidades y Ciencias Sociales (UNaM). Universidad Nacional de Misiones (UNaM)